# La luce fantastica
La luce fantastica (The Light Fantastic) è il secondo romanzo fantasy comico dello scrittore britannico Terry Pratchett della serie del Mondo Disco e il secondo del Ciclo di Scuotivento. 
Uscito nel 1986, il libro è stato tradotto in italiano da Natalia Callori ed è stato pubblicato per la prima volta nel 1991 nella Trilogia del mondo disco, comprendente i primi tre romanzi del Mondo Disco, edito da Arnoldo Mondadori Editore sulla collana Biblioteca di Fantasy. Nel 1999 è stato pubblicato da TEA sulla collana Teadue. 
La narrazione riprende e conclude le vicende raccontate in Il colore della magia. È l'unico romanzo del ciclo ad essere il seguito di un altro.

## La trama
Scuotivento viene salvato dalla caduta oltre il Bordo del Disco dall'Ottavo, un potente libro di incantesimi. I maghi di Ankh-Morpork scoprono che il Mondo Disco sta per essere distrutto, a meno che vengano letti gli otto incantesimi dell'Ottavo. L'ottavo incantesimo non si trova nel libro, bensì nella mente di Scuotivento. Questi, recuperato mentre stava cadendo oltre il Bordo del Disco da un incantesimo lanciato dall'Ottavo, viene quindi inseguito dagli altri maghi, capeggiati da Trymon.
Scuotivento e Duefiori continuano a fuggire, incontrando il vecchio, sdentato eroe Cohen il barbaro e la vergine sacrificale Bethan e attraversando anche la dimora di Morte.
Nel frattempo A'Tuin, la tartaruga gigante che trasporta il Disco, si avvicina ad una stella con otto lune, e la magia si indebolisce sul Mondo Disco. Trymon impazzisce nel tentativo di imparare i sette incantesimi rimasti nell'Ottavo, e la sua mente diventa un passaggio per le Dimensioni Sotterranee, da cui cercano di fuggire creature strane e orribili. Scuotivento le sconfigge temporaneamente e riesce a leggere gli otto incantesimi dell'Ottavo.
Dalle otto lune (in realtà uova) escono versioni in miniatura di tartarughe cosmiche, con dei piccoli mondi-disco sul dorso; queste seguono la grande A'Tuin lontano dalla stella. Il Bagaglio mangia l'Ottavo.
Duefiori decide di tornare in patria, lasciando il Bagaglio a Scuotivento.

## Continuità
La narrazione riprende dal punto in cui era terminata con Il colore della magia.
Un effetto collaterale dell'incantesimo dell'Ottavo che recupera Scuotivento è di trasformare in orango il bibliotecario dell'Università Invisibile, già apparso in Il colore della magia. Il bibliotecario decide di non voler tornare umano e diventa un personaggio ricorrente nei libri ambientati ad Ankh-Morpork.
Durante la visita di Duefiori e Scuotivento nell'abitazione di Morte, fa la sua prima apparizione Ysabell, la figlia adottiva di Morte.
Le otto tartarughe cosmiche neonate non vengono più citate nel ciclo del Mondo Disco.

## Riferimenti
Il titolo del romanzo, The Light Fantastic, deriva dal poemetto L'allegro di John Milton.
L'originale Octavo del volume di magia "Ottavo" riprende il nome del comune formato in octavo dei libri, ottenuto piegando tre volte il foglio (dopo l'in folio e l'in quarto).

## Edizione italiana
L'edizione italiana è tradotta da Natalia Callori, come per il precedente Il colore della magia e il successivo L'arte della magia. La traduzione presenta alcuni errori o discontinuità: silicon, silicio, viene tradotto silicone, il legno di pero sapiente diventa anche legno sapiente del pero, un grimorio diventa un teatro e in un'occasione non viene tradotto Rincewind, Scuotivento.

## Adattamenti
Nel 1993 la Corgi ha pubblicato un romanzo a fumetti su La luce fantastica, adattata da Scott Rockwell e illustrata da Steven Ross.
Un adattamento televisivo di Il colore della magia e La luce fantastica, con David Jason nel ruolo di Scuotivento e Christopher Lee in quello di Morte, è stato prodotto dalla The Mob Film Company per Sky One e trasmesso nel periodo pasquale del 2008.

## Edizioni
- Terry Pratchett, La luce fantastica, traduzione di Natalia Callori, 4 ed., collana Teadue 742, TEA, 1999,  p. 174, ISBN 88-7818-269-9.
- Terry Pratchett, La luce fantastica, collana Biblioteca di Fantasy 10, Arnoldo Mondadori Editore, 1991, ISBN 88-04-35085-7.